# Енидже Вардар (Плевен)
 Тази статия е за тютюневата фабрика.  За населеното място вижте Енидже Вардар.  
Тютюнева фабрика „Енидже Вардар“ е българска тютюнева компания, съществувала в Плевен от 1921 до 1948 година.
Основана е през 1921 година в Плевен като търговско събирателско дружество за производство на цигари. Нейни собственици са Иван Бояджиев и Стефан Керкенезов. През 1948 година е национализирана и е преименувана на „Държавен тютюнев монопол - Плевенска фабрика“.